# Синаити у средњовековној Србији
Синаити у средњовековној Србији су посебна група духовника, чије име се везује, посредно или непосредно, за Синајску гору, где се Мојсије срео са Богом, која је још из периода Светог Саве успоставила везе православног Истока са српским земљама. Путујући у Свету гору, Свети Сава је у њој градио и даривао манастире, па су се ове духовне везе наставиле и касније, нарочито током владавине кнеза Лазара, деспота Стефана Лазаревића и Ђурђа Бранковића. Српски монаси одлазили су у Палестину, али је далеко већи број монаха синаита преко Свете горе долазио у Србију.
Синаити који су били ризнице знања, што због читања многобројне литературе, што због личних дела упућених јавности, одиграли су значајну улогу у ширењу не само духовности већ и знања на простор средњовековне Србије.
Српска црква, у знак почасти према овим духовницима и њиховом делу — стилу живота и духом изузетној вери и самопожртвовања, а истовремено скривеног молитвеног живљења, које се дубоко урезао у народно памћење, прославља синаите 19. маја.

## Историја Синаита
Синајска гора (скраћено Синај) је од давнина била привлачна за пустињаке, као место богојављења и тајанственог сусрета између Бога и Мојсија у купини неопалимој. Још од времена цара Константина у 4. веку, а посебно од времена цара Јустинијана, када је основан чувени манастир на Синају, Синај је постао један од најзначајнијих духовних центара хришћанске васељене.
Синајски монаси и пустињаци, који су били у сталној духовној вези са Палестином и њеним духовним центрима, као и са египатском пустињом, пребогатом монашким насеобинама од најранијих времена, временом су стекли посебан углед и постали носиоци синајских духовних предања и искуства, која су личним додиром или преко списа писаних од стране синаитских подвижника била прихваћена и извршила велики утицај како на Истоку тако и на Западу.
Поред Анастасија Синаита и Нила Синаита, Филотеја Синаита и других синајских подвижника и писаца, посебну улогу је одиграо преподобни Јован Лествичник са његовом „Лествицом”, која је веома рано била преведена и на старословенски језик и послужила као најбоља спона словенских земаља са синајским духовним предањима.

## Везе Синаита са Србијом
Бројни српски рукописи о Србима, посебно они међу старословенским рукописима чуваним на Истоку, који потиче из 14. века, потврђују присуство Срба монаха у Палестини и на Синају. Неки од тих рукописа су донети на Исток са Балканског полуострва, неки су писани на Синају, а неки у Палестини. Има их доста и из 15. века, а јављају се све до 18. века. Све то потврђује непрекидне везе Срба са Палестином и Синајем.
Везе Срба са Синајем, почињу у време Светог Саве, који је током другог путовања на Исток дао богат прилог за обнову Каломонијског манастира у Зајорданској пустињи, који је служио као одмаралиште за поклонике Синаја.. Такође Свети Сава је на Синајској гори проводи Свету Четрдесетницу у посту и молитви.

И након Светог Саве, везе Србије са Синајем и духовни утицај Палестине и Синаја на њу продужили су се кроз цео немањићки период, о чему сведочи и брига краљице Јелене и њених синова Драгутина и Милутина о Синајском манастиру: 
она је богато обдарила манастир у коме је крајем XIV века био и један игуман Србин, по имену Јоаникије. За Јелену, жену Уроша I, каже се да је: имала духовне оце у светом Божјем граду Јерусалиму, на Синају, Раити и у Светој Гори Атонској”; она се њима исповедала и слала им богате дарове.
Јаке везе Србије са Синајем постојале су и у време цара Душана, а и после његове смрти. Душанову повељу Богородици Синајској потврђује и цар Урош 24. априла 1357. године „под Призреном на Рибници”.
Везе Србије са Синајем од времена Светог Саве по правилу су ишле преко Палестине. У Палестини је, поред сталног прилива поклоника, постојало неколико српских метоха (метох Св. Ђорђа у Акри и метох Св. Јована Богослова на Сиону у Јерусалиму, које је откупио још Свети Сава за српске монахе и поклонике), да би нешто касније чак и Лавру Светог Саве Освећеног држали у својим рукама монаси српског порекла.
Посебне везе, владале су између манастира Светих Арханђела, задужбине краља Милутина у Палестини, и Синајске Горе. Рукописне књиге српске рецензије из 13. века у Синајском манастиру сведоче о присуству у то време српских монаха на Синају, нпр. псалтир Српске рецензије 13. века из манастира св. Катарине на Синају, у коме је наведена Херувимска песма писана ћирилицом, вероватно записана нешто касније од настанка самог псалтира. Овај ћирилски текст требало је да послужи српским калуђерима који су ту живели или хаџијама, који су посећивали Синај.

### Повод за сељење монаха из Синаја, Палестине и Бугарске у Србију
Непосредни повод за пресељавање монаха, прво из Палестине и са Синаја, били су ратови између мисионарских мемелука и династије Јејубита, који су беснели у Сирији и Палестини половином 14. века, а потом провала Монгола у Сирију Крајем 14. и у 15. века.
Што се тиче повода за досељавање светогорских исихаста и монаха ученика Григорија Синаита из Бугарске у српске крајеве, то је био марички пораз (1371) и несигурност због сталних упада разбојника у пароријске и друге области. После Маричке битке, каже се у житију преподобног Ромила...многи Светогорци и пустињаци, од страха агарјанског, от Светије Гори избегоше.

Тешке прилике на југу Србије утицале су да дође и до померања монаха из старих краљевских и царских лаври према заклонитијим местима и повученијим пределима Моравске Србије. Средиште српског монаштва се преноси са Косова и Метохије, Ибра и Рашке, на обале Велике и Западне Мораве, до Саве и Дунава. 
Ипак, то кретање монаха од Истока према западним крајевима, није искључивало ни супротни правац, поготово кад год би наступила спокојнија времена: Света Гора је била у 14. и 15. веку преплављена српским монасима, а као што смо видели, било их је доста и у Палестини и на Синају. Монаштво Моравске Србије ту љубав према древним монашким центрима не само што није гасило него је разбуктавало.

## Духовно седиште синаита у Србији у 14. веку
Око 1326. године у Србију је дошао Григорије Синаит, који је постао један од утемељивача синаитског начина живота међу монасима, који ће у највећем броју доћи после Маричке битке 1371. Њихово духовно средиште постало је Раваница, око које су саградити своје скитове, мале манастире у којима су живели пустињачким животом. У истом веку таква монашка станишта настала су и око манастира Љубостиње, Мојсиња, Горњака, Пећке патријаршије, Дечана
...да у њима...живе пустињаци „који су све лепоте света заменили једино лепим и прекрасним Христом
 Синаита је највише било у Моравској Србији, од Мораве и Млаве до Дунава и Баната, али их је било и по другим српским крајевима, особито у Метохији, око Призрена, у Балшићкој Зети, па, све до Метеора у Тесалији. Тако, на пример, поред Григорија испосника и преписивача у околини Призрена, о њиховом присуству у области Истока у Метохији сведочи и назив „Синаје”, са рушевинама неколико цркава.

## Српски синаити
Од Срба монаха који су стално или привремено боравили на Синају и тиме стекли право на назив „синаита”, до данас је остало сачувано мало имена. Међу тим именима је сачувано и неколико имена преписивача синаита словенског (српског) порекла, који су се због свог усамљеничког начина живота, бавили интензивно, не само читањем него и писањем и преписивањем књига.
Народно предање које је забележио М. Ђ. Милићевић, говори о светом броју  „седам Синаита”, који су побегли с Истока и станили се сви од источне Мораве до Дунава.  Њих је било, међутим, много више, особито ако њихову појаву и број посматрамо у једном ширем историјском контексту, или у склопу овог јединственог синаитско светогорског исихастичког покрета. По народном предању тај назив се првенствено односи на ученике преподобног Ромила Раваничког и преподобног Григорија Млађег Синаита (Горњачког), чије су духовне матице биле манастир Раваница и манастир Горњак.
Бројни манастири у Моравској Србији и пустињска места и данас чувају њихове мошти и света предања о њима. Због боравка на скривеним местима и у смиреном начину живљења многима од њих не знамо не само порекло него ни име. Некима је народно предање запамтило име и место упокојења; сачувано је само пуно житије преподобног Ромила Раваничког и нешто више података историјских, али не увек сигурних, о преподобном Григорију Синаиту Млађем, писцу Ромиловог житија.
Синајски монах Никодим
Никодим се помиње у дубровачким рачунским књигама под датумом 6. јуна 1354. године, који је за време кнеза Николе Барбадина, сагласно уговору између Дубровчана и цара Душана о манастиру у Стону, добио свој депозит. Или по мишљењу митрополита Амфилохија Радовића није ли то можда један од оних монаха који су се преселили у Палестину после уступања Стонског манастира по Душановој повељи Дубровчанима?
Поп Јован Синаит
Приликом свог путовања на Синај, Порфирије је пронашао три рукописа писана руком преписивача синаита, поп Јована Синаита: Еванђеље, псалтир и зборник назван „Словеса душеполезна”. Успенски сматра да је поп Јован 1481. године био још увек жив, а В. Розов, пун одушевљења, сматра да је зборник  „Словеса душеполезна”  његово оригинално дело и убраја га у оригиналне српске писце 14. века. Како је утврђено да се овде ради о уобичајеним зборницима преведених духовних текстова, највероватније поп Јован Синаит спада у носиоце синаитског препородитељског покрета 14. и 15. века, који је код свих православних народа, па и код Срба, био плодоносан.
Ромил Раванички
Ромил, рођен је у Видину од оца Грка и мајке Бугарке, ученик Григорија Синаита био је један је од најзначајнијих синаита у Србији. Рано се замонашио и отпочео пустињачки живот, селећи се из скита у скит и ширио учење синаита.
Када је дошао у Србију, после 1371. године, поред тек подигнуте Раванице саградио себи колибу, а његови следбеници су убрзо подигли монашку насеобину по угледу на светогорске скитове.
Ромилов култ се брзо проширио око Раванице, а славили су га и Грци и Бугари. Пећина у којој је тиховао срушена је, због изградње железнице између Сења и Равне Реке.
Роман Синаит
Роман је, највероватније био, ученик Климента и Наума Охридског. О његовом животу мало се зна, а мошти су му у каменој гробници манастира Свети Роман код Ђуниса. Верује се да је овај манастир обновио или подигао кнез Лазар.
Нестор Синаит
Нестор је Романов рођени брат. Подигао је цркву изнад алексиначког села Витковица на левој обали Мораве и посветио је Светом Нестору.
Зосим Синаит
Зосим Синаит или по предању преподобни Зосима живео је сам у каменој пећини, на месту где се данас налази његова испосница, у околини Голупца. Недалеко од Голупца налазиле су се зидине цркве Ћелије где је по предању Зосима обављао богослужење. Сахрањен је у манастиру Тумана код Голупца, посвећеном Св. Арханђелу Гаврилу, у коме се и данас чувају његове мошти.
Подизање манастира Туман је везано за име Милоша Обилића који је у време цара Лазара управљао Браничевском облашћу. Дворови су му били у оближњем селу Дворишту. Према народном предању он је приликом лова нехотице устрелио пустињака Зосиму. Тако тешко рањеног пустињака понео је на леђима своме двору, да му укаже помоћ. Но пошто је рана била дубока, старац осећајући свој крај рече му: ...ту мани и остави да умрем. Отуда, по том предању, назив Туман јер га је на том месту Милош сахранио и над гробом из покајања подигао храм. Милош храм није успео да доврши због одласка у бој на Косово. Његовом гробу је кроз векове приступано као светињи.
Приликом оправке манастира тридесетих година 20. века нађене су мошти преподобног управо под плочом над којом се народ молио. Ископавање моштију које су биле  „чисто златне жуте боје” извршио је Рус игуман Лука са братијом.
Лазарев духовник Мартирије
О синаитском монаху званом Мартирије не зна се ништа осим да је сахрањен у манастиру Рукумија код Пожаревца. Рукумија је срушена у Првом српском устанку, а данашњу цркву саградио је кнез Милош Обреновић.
Сисоје Синаит
Сисоје је био хиландарски игуман и ученик Ромила Раваничког. Предање каже да је био духовник кнеза Лазара, а кнегиња Милица помиње га у једној својој повељи из 1398. године. Манастир код Раванице у којем је живео зове се Сисојевац, а село је кроз историју модификовало назив у Сисевац. Овај светитељ представљен је на ктиторској фресци, а ту је и његов гроб.
Јов Синаит
Јов је живео је у Прекопечи код манастира Драча, близу Крагујевца, у коме је умро и сахрањен, а у 18. веку мошти су му пренете у новосаграђену манастирску цркву. Уочи Другог светског рата у Прекопечи је подигнута црква посвећена овом светитељу.
Григорије Војловички Синаит
Григорије Војловички Синаит (рођен у Грчкој у 14. веку, умро око 1406. године), живео је у Србији у славно доба ученика преподобног Григорија Старијег Синаита, чијег духа је он био настављач. Подвизавајући се узвишеним монашким подвигом, овај,славни Христов монах, био је житељ пустих шума војловичких, код данашњег Панчева, где је можда већ у његово време, на прелазу 14. у 15-и век, устројен манастир светих Арханђела у Војловици основан од стране деспота Стефан Лазаревића, сина кнеза Лазара, 1383. или 1405. године. Историјски подаци говоре да су у манастир Војловицу дошли монаси Синаити после битке код Лебана, где су њихови манастири уништени.
У овај манастир посвећен Св. Михаилу и Гаврилу, Григорије је душом прешао када је упокојен на овом светом месту. Током историје манастирске, његове мошти су вероватно извађене, али пошто су страдале у пожару приликом спаљивања манастира, оне су у 18. веку положене у земљу, у манастирској цркви. О томе у манастиру Војловици постоји предање да су 1771. године а и касније, постоје мошти неког Григорија Синаита које почивају "во гробје", "в земљи", овог манастира.
Григорије Синаит Млађи
Григорије Синаит Млађи (XIV век), Григорије Монах, грчки монах и животописац, један од насељеника „синаитске колоније“ на падинама Кучаја и Хомољских планина. Са групом монаха стигао у Србију 1379. и донео са собом Житије преподобног Ромила, које је написао на грчком језику, доприносећи учвршћивању његовог култа започетог још на Светој гори. Григорије је умро у манастиру Горњак неколико година по доласку у Србију.

## Значај
У времену када је у Србија у 14 и 15 веку дошло до потреса свих земаљских вредности и центара моћи, или како то каже један од челника Српске православне цркве Амфилохије Радовић: 
Када су се и структуре саме хришћанске васељене пољуљале, појавили су се ови носиоци у пустињи процветалог оптимизма, и са својим пустињским есхатоном, са својим непролазним Царством небеским, открили христолошку потку историје и непролазни смисао свега што се у њој збива. Њихово присуство и трагични историјски догађаји допринели су да Српски народ духовно сазри, кроз мучеништво, и склопи свој „косовски завет” с Богом; завет у коме му је био у прошлости спас, али који је за њега постао и остао и - путоказ будућности.